# Estación de Calahorra
Calahorra es una estación ferroviaria situada en la ciudad española de Calahorra en la comunidad autónoma de La Rioja. Dispone de servicios de Larga y Media Distancia operados por Renfe.

## Situación ferroviaria
La estación se encuentra en el punto kilométrico 27,7 de la línea férrea de Castejón a Bilbao por Logroño y Miranda de Ebro a 324 metros de altitud.

## Historia
La estación fue inaugurada el 30 de agosto de 1863 con la apertura del tramo Castejón-Orduña de la línea férrea que pretendía unir Castejón con Bilbao. Las obras corrieron a cargo de la Compañía del Ferrocarril de Tudela a Bilbao creada en 1857. En 1865 la compañía se declaró en suspensión de pagos por no poder superar las dificultades económicas derivadas de la inversión realizada en la construcción de la línea y fue intervenida por el Banco de Bilbao. En 1878, fue absorbida por Norte que mantuvo la titularidad de la estación hasta la nacionalización del ferrocarril en España en 1941 y la creación de RENFE.
Desde el 31 de diciembre de 2004 Renfe explota la línea mientras que Adif es la titular de las instalaciones ferroviarias.

## La estación

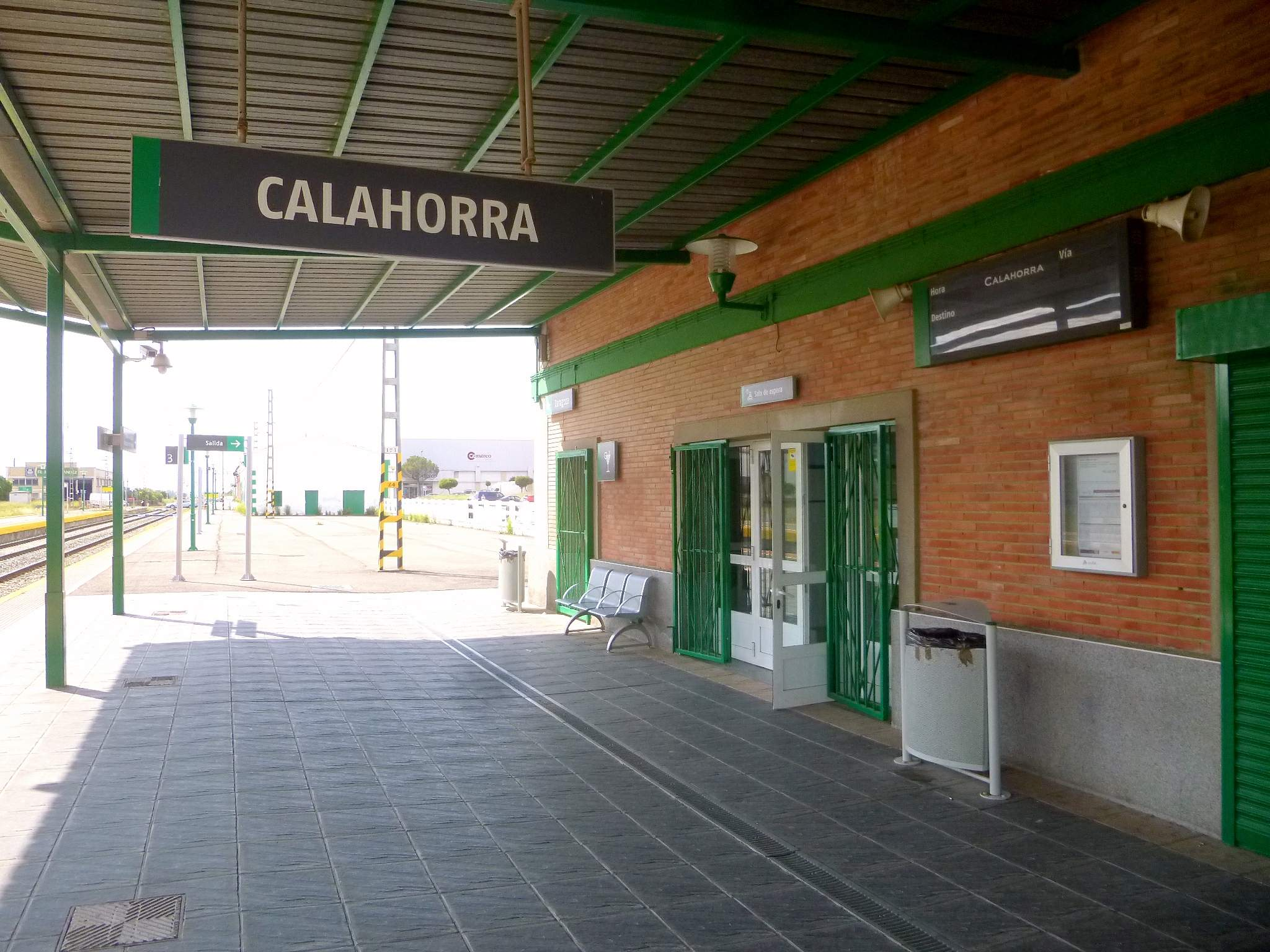
Andén principal de la estación

Se sitúa al noreste del núcleo urbano. Su edificio para viajeros, que no conserva su diseño original, es de base rectangular y dos alturas. Está construido con ladrillo visto y dispone de una marquesina metálica adosada cubriendo parcialmente el andén principal. Dispone de cuatro vías numeradas como vías 1, 2, y 3 Todas disponen de acceso a andén, bien a través del andén lateral bien a través del andén central el cual dispone de una marquesina metálica para proteger a los viajeros. Los cambios de uno a otro se realizan a nivel.
Cuenta con sala de espera, venta de billetes, aseos, alquiler de coches, servicios bancarios, servicios postales y servicios adaptados a las personas con discapacidad. En el exterior existe un aparcamiento habilitado.

## Servicios ferroviarios

### Larga Distancia
Alfaro está conectada con ciudades como Madrid, Barcelona, Zaragoza, Logroño y Bilbao gracias a trenes Alvia.

### Media Distancia
El tráfico de Media Distancia con parada en la estación tiene como principales destinos Zaragoza, Logroño y Salamanca. 